# チアーズヴォイス
チアーズヴォイスは、かつて東北放送の制作で毎週土曜日に放送していたラジオ番組。ナベ・とものチアーズランドの後を受けて2009年8月1日から2014年9月27日まで放送していた。提供は前番組と同じく宮城県仙台市に本社を置くイオングループの酒卸販売会社「やまや」。
チアーズランドから続いた「やまや」提供の番組はチアーズヴォイスで終了となった。

## 出演
- 藤沢智子（編集長役、TBCアナウンサー）
- 守屋周（記者役、TBCアナウンサー）→TBCアナウンサー随一の相撲通として有名で、当番組内でも相撲ネタが頻繁に飛び出しては藤沢編集長を呆れさせる事が多い。
- 松尾武（ナレーション担当、TBCアナウンサー）

## 内容
酒と旅のタブロイド誌「チアーズヴォイス」の編集会議で編集長と編集記者が、特集記事に対してのやりとりをラジオドラマ形式で紹介する。「やまや」からのお知らせは、現存する「やまや」の店長から編集部へのメールとして紹介される。
なお「チアーズヴォイス」は架空の雑誌で現存していない。

## ネット局・放送時間
終了時、いずれも土曜日に放送
- TBC 東北放送（キー局）　12時45分 - 13時00分（「それいけミミゾー」に内包、楽天デーゲーム中継が13時開始の週は独立番組として放送）
- IBC岩手放送　16時20分 - 16時35分
- ABS 秋田放送　17時00分 - 17時15分
- YBC 山形放送　12時45分 - 13時00分
- RFC ラジオ福島　12時30分 - 12時45分
- BSN 新潟放送　17時15分 - 17時30分

※東北地方では唯一青森県（RAB 青森放送）にはネットしなかった（前番組の「チアーズランド」も同様）。やまやは放送時よりRABの放送地域である青森県にも店舗展開してはいるが、同地域ではライバルの同業他店が既に強固な地盤を築いているためか、2014年の終了時点で八戸市内の1店舗（新井田店）のみの出店にとどまっていることも影響しているものと考えられる（但し同じ青森県内でもIBCやABS経由でこの番組を聴取可能な地域もあった）なお、やまやは番組終了後の2018年以降、青森県内に新規に店舗を開店し、2019年8月現在は県内に4店舗出店している。

## 備考
東日本大震災関連の報道特番にともない当番組は2011年3月12日から同年4月9日までは放送休止となり代替枠は各局別番組に転用されていたが、2011年4月16日より放送が再開された。